# FC X2
FC X2は、任天堂のファミリーコンピュータとスーパーファミコンが一体となった家庭用ゲーム機（互換機）である。一部ではFCX2（CとXの間のスペースがない）と表記される。北米では同製品のNES (Nintendo Entertainment System) とSNES (Super Nintendo Entertainment System) 版であるFC Twinが流通している。なお、本製品は任天堂による正規ライセンスを付与された製品ではない。

## ハードウェア

### 本体
本体デザインは外装の色こそ違うがスーパーファミコンジュニア (SHVC-101) とほぼ同一である。ただしロムカセットの挿入口が本体上面に2つ装備されている点が大きく異なる。前側がスーパーファミコンのロムカセット (SHVC-006) 、後ろ側がファミリーコンピュータのロムカセットに対応している。
電源スイッチは機種選択を兼ねており、その右隣に緑色と赤色のLEDが配置され、それぞれ「16-BIT」、「8-BIT」と記されている。「16-BIT」と記されている方がスーパーファミコン、「8-BIT」と記されている方がファミリーコンピュータである。「16-BIT」側に合わせると緑色のLEDが点灯してスーパーファミコンが起動し、「8-BIT」側に合わせると赤色のLEDが点灯しファミリーコンピュータが起動する。（ファミリーコンピュータとスーパーファミコンを同時にプレイできるわけではない。）
本体正面には、コントローラー（コントロールパッド）接続用コネクタが2つ装備されているが、コネクタはスーパーファミコンの規格に準拠している。
本体後方には、ACアダプタ接続端子とビデオ出力およびステレオ音声出力用のコンポジット端子が装備されている。任天堂純正のスーパーファミコンおよびスーパーファミコンジュニアにはあったマルチアウト端子は存在しない（すなわち任天堂規格のAVケーブルは使用できない）。RF出力端子も同様に存在しない。
本機には拡張コネクタが存在しないため、これを使用するサテラビューを接続することはできない。

### コントローラ
本製品にはコントローラが計2つ付属している。デザインとしては、外装の色やロゴマーク、ケーブル根元の形状など、些細な違いはあるが、その他は北米版SNESのそれとほぼ同一である。
前述の通りコネクタの規格はスーパーファミコンのものであるため、任天堂純正のコントローラを使用することも可能である。
ファミリーコンピュータを動作させるときも、このコントローラを用いる。ただしボタンの役割が微妙に変化し、連射機能も付与される。

### 付属品
- コントローラ：2個
- ACアダプタ
- AV接続ケーブル

## その他

### 注意点
- 本製品は任天堂非公式の互換機であり、その品質および再現度は任天堂純正品には遠く及ばない。前述のように、任天堂純正機では動作するが本機では正常動作しないタイトルも存在する。
- 任天堂の製品ではないので、本製品に関するアフターサポートなどは任天堂では受け付けてもらえない。
- ACアダプタは本機に付属しているACアダプタを使用する。任天堂純正のファミリーコンピュータおよびスーパーファミコン用ACアダプタ (HVC-002) の使用は推奨されない。（両者は定格が微妙に違う。）
- ファミリーコンピュータ側のロムカセット挿入口が任天堂純正機よりも深いため、ディスクシステムのRAMアダプタ (HVC-023) やゲーム改造ツールは物理的に刺すことができない。
- 端子部が純正ファミリーコンピュータよりも脆くイジェクトレバーなども無いため、巧く引き抜かないと端子が取れてしまい、カートリッジが読み込めなくなる。

### 互換性・再現度
多くのソフトにおいて高い再現度を誇るが、一部正常動作しないソフトウェアも存在する。

『仮面ライダー倶楽部 激突ショッカーランド』『ドラゴンクエストIII そして伝説へ…』などのゲームソフトは互換機では動かないことが多く、キャラクター等画像が崩れてしまう、BGMがおかしくなる、起動できないなどの症状が出てしまい、正常に遊ぶことができない。